# Ripe, Marche
Ripe är en frazione och var fram till 2013 en kommun i provinsen Ancona i regionen Marche i Italien.
Den tidigare kommunen hade 4 413 invånare (2013) och gick den 1 januari 2014 samman med kommunerna Castel Colonna och Monterado i den nya kommunen Trecastelli.